# Soputan
El Soputan es un estratovolcán situado en el brazo norte de la isla de Célebes en Indonesia, en la provincia de Célebes Septentrional. Se asienta en el borde meridional de la caldera del Tondano. Es del Cuaternario, siendo uno de los volcanes más activos de la isla.

## Erupciones
Con 34 erupciones entre 1450 y 2007, incluyendo 28 desde 1901, el Soputan es uno de los volcanes más activos de Célebes.
| Fecha         | Estado | Imágenes |
| 2004          | 2004 | 2004     |
| ------------- | --- | -------- |
|               | El volcán Soputan entró en erupción expulsando lava por su vertiente suroeste en 2004, no se registraron víctimas mortales.                                                    |          |
| Junio de 2008 | |          |
| 6 de junio    | En la mañana del 6 de junio de 2008, entró en erupción lanzando rocas por sus laderas a una distancia de hasta 4 kilómetros y una columna de ceniza de 2 kilómetros de altura. |          |
| Julio de 2011 | |          |
| 2 de julio    | Entró en erupción de nuevo a las 21:03 UTC arrojando cenizas y humo a 5000 metros de altura.                                                                                   |          |
| 3 de julio    | |          |